# Plestiodon ochoterenae
Espèce
Synonymes
- Eumeces ochoterenae Taylor, 1933

Statut de conservation UICN

 LC  : Préoccupation mineure
Plestiodon ochoterenae est une espèce de sauriens de la famille des Scincidae.

## Répartition

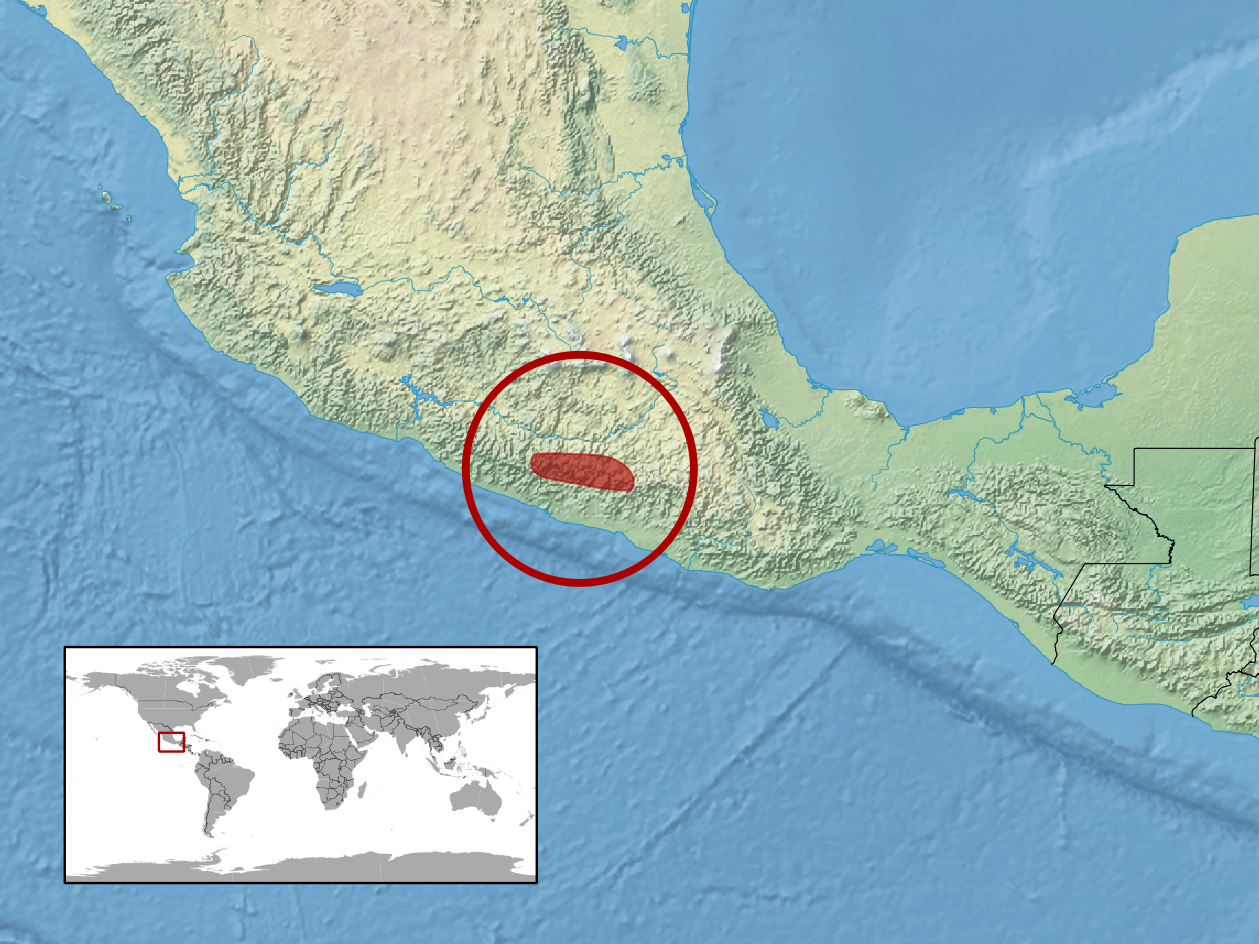
Répartition de l'espèce.

Cette espèce est endémique du Guerrero au Mexique.

## Description
L'holotype de Plestiodon ochoterenae, un mâle, mesure 147 mm dont 91 mm pour la queue. Cette espèce a la face dorsale brun grisâtre foncé à noirâtre avec de petites mouchetures irrégulières.

## Étymologie
Cette espèce est nommée en l'honneur d'Isaac Ochoterena Mendieta.

## Publication originale
- Taylor, 1933 : Two new Mexican skinks of the genus Eumeces. Proceedings of the Biological Society of Washington, vol. 46, p. 129-138 (texte intégral).